# Canaan Banana

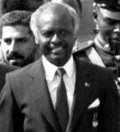
Canaan Banana beim 8. Treffen der Blockfreien Staaten am 5. September 1986

Canaan Sodindo Banana (* 5. März 1936 in Esiphezini, bei Bulawayo, Südrhodesien; † 10. November 2003 in Fulham, London) war ein methodistischer Pastor und vom 18. April 1980 bis zum 31. Dezember 1987 der erste Präsident von Simbabwe.

## Leben
Canaan Banana absolvierte sein Theologie-Diplom am ökumenischen Epworth Theological College in Harare und wurde 1962 ordiniert. Er engagierte sich in der Politik und wurde Vizepräsident des afrikanischen Nationalrates. Als in den späten 60er Jahren viele Mitglieder des Rates verhaftet wurden, floh Banana mit seiner Familie in die USA und kam erst 1975 zurück. Banana wurde bei seiner Rückkehr verhaftet und kam 1979 nach dem Lancaster-House-Abkommen wieder frei. Er spielte eine führende Rolle bei der Vereinigung der Freiheitsbewegungen ZANU und ZAPU, die für das Abkommen ausschlaggebend war.
Banana wurde erster Präsident unter der neuen Verfassung. Zeit seines Lebens sah sich Banana mit Witzen über seinen Namen konfrontiert. Im Jahre 1982 wurde auf sein Betreiben ein Gesetz erlassen, das jegliche Belustigung bezüglich seines Namens verbot. Das hinderte Witzbolde nicht daran, Simbabwe mitunter als „Banana Republic“ zu bezeichnen. Später, als Banana mit schwerwiegenden Vergewaltigungsvorwürfen konfrontiert war, gab es in der Presse Schlagzeilen wie „Banana appeals against sodomy conviction“ (BBC), „Man raped by Banana“ (the Herald) u. ä.
Aufgrund des Übergangs von der parlamentarischen und präsidialen Regierungsform 1987 wurde sein Amt von Robert Mugabe übernommen. Banana wurde dafür Diplomat für die Organisation für Afrikanische Einheit und Führer der Religionsabteilung der Universität von Simbabwe.
1996 wurde er wegen Homosexualität verhaftet, nachdem gegen ihn Anschuldigungen während des Mordprozesses seines früheren Leibwächters Jefta Dube vorgebracht wurden. Jefta hatte 1995 seinen Kollegen Patrick Mashiri erschossen, weil er angeblich dessen Hänseleien, er sei Canaan Bananas Frau, nicht länger ertragen konnte. Der Prozess deckte auf, dass Jefta von Banana zum passiven Analverkehr gezwungen worden war und dass dies auch Jeftas Kollegen nicht verborgen blieb. Zahlreiche andere Personen aus der Umgebung des Präsidenten berichteten anschließend ebenfalls über sexuelle Übergriffe.
Banana wurde 1998 in elf Fällen der Homosexualität, versuchter Homosexualität und Sexualverbrechen für schuldig befunden. Auf Kaution frei, floh er nach Südafrika, da er glaubte, Mugabe würde seine Ermordung planen. Mugabe hatte bereits 1991 eine Kampagne gestartet, in der er Homosexualität für unafrikanisch erklärte und behauptete, Homosexualität sei ein aus dem Westen importiertes Übel, das für die schnelle Ausbreitung von Aids in Afrika verantwortlich sei.
Im Dezember 1998 kehrte er nach einem Treffen mit Nelson Mandela nach Simbabwe zurück und wurde am 18. Januar 1999 zu zehn Jahren Haft verurteilt und vom Priesteramt enthoben. Nach zwei Jahren im Gefängnis wurde er entlassen, am 10. November 2003 starb er an Krebs.
Banana hatte 1961 seine Frau Janet geheiratet, er hatte vier Kinder mit ihr. Im Oktober 2000 ersuchte seine Frau in Großbritannien um Asyl.